# Dutka

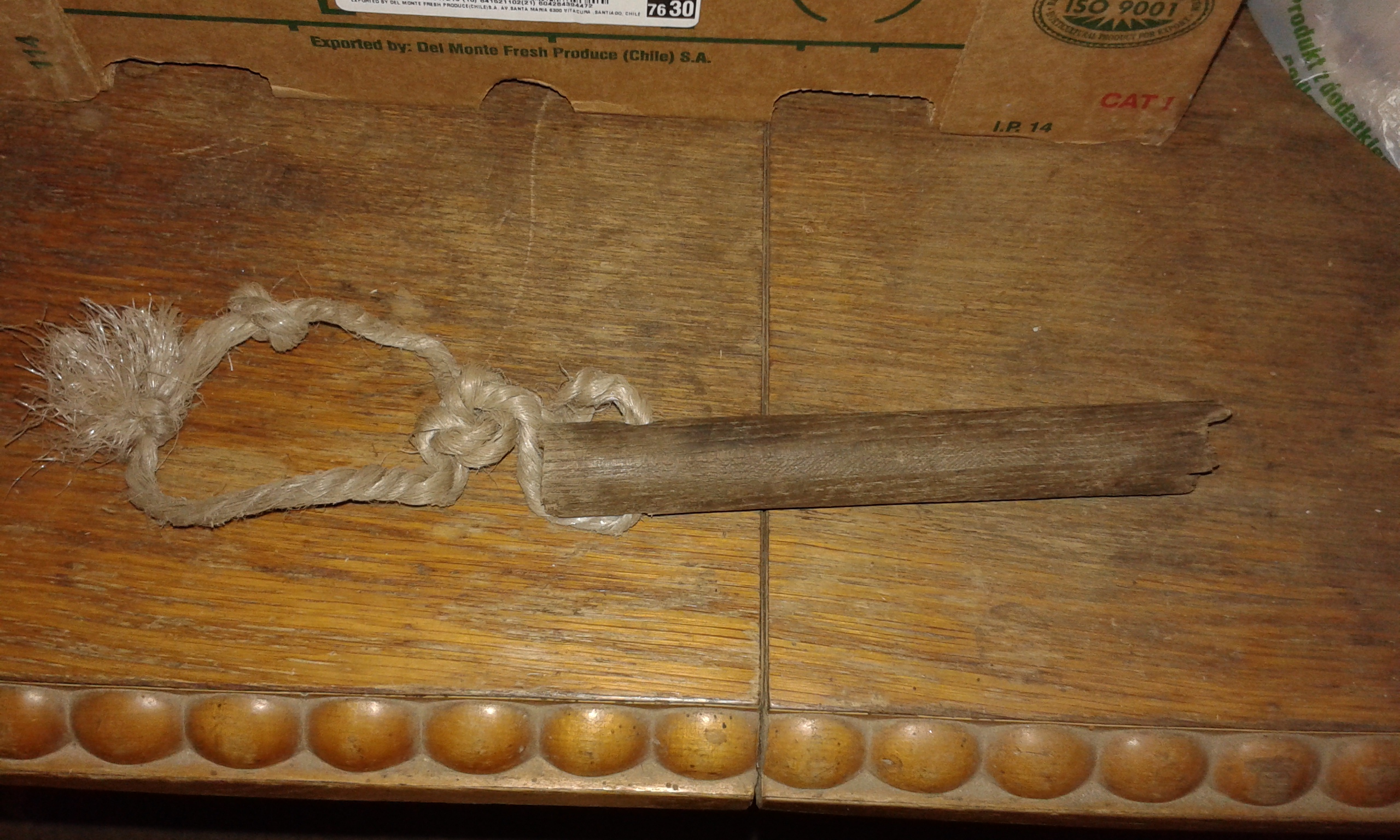
Prosta dutka

Dutka – przyrząd do poskramiania koni składający się z dwóch kawałków drewna połączonych ze sobą zawiasowo, między które ujmuje się górną wargę konia i ją zaciska, lub w formie pałki ze sznurkową pętlą, którą nakłada się na górną wargę i ją skręca – ból spowodowany uciskiem dutki odwraca uwagę zwierzęcia i pozwala na wykonanie zabiegów leczniczych. Ponieważ zaciśnięta dutka hamuje dopływ krwi, nie może pozostawać bez przerwy na wardze dłużej niż 10–15 minut. Po zdjęciu dutki należy rozmasować wargę celem przywrócenia jej normalnego ukrwienia.